# Muse Dash
Muse Dash là một trò chơi nhịp điệu trên thiết bị di động được phát triển bởi  PeroPeroGames và xuất bản bởi XD Network đối với thị trường Nhật Bản và hasuhasu đới với thị trường bên ngoài Nhật Bản. Ban đầu trò chơi được phát hành cho iOS và Android vào tháng 6 năm 2018. Trò chơi là sự kết hợp các khía cạnh của trò chơi hành động và trò chơi âm nhạc, sử dụng phong cách nghệ thuật anime dưới dạng trò chơi cuộn cảnh màn hình ngang 2D.

## Gameplay (lối chơi)
Trong Muse Dash, người chơi đánh bại kẻ thù và tránh các vật thể xuất hiện từ phía bên phải của màn hình bằng cách nhấn các nút hoặc chạm vào màn hình theo nhịp của bài hát đang phát. Hầu hết các bài hát đều tồn tại hệ thống chọn độ khó cho phép trò chơi phục vụ nhiều cấp độ kĩ năng khác nhau.
Những nhân vật có thể chơi được trong Muse Dash được gọi là Muses. Mỗi Muse có lượng máu tối đa và kĩ năng riêng của mình tùy thuộc vào nhân vật bạn chọn. Bên cạnh đó sẽ có các con vật đi kèm Muses gọi là Elfins, các con vật đó cũng sẽ đi kèm với kỹ năng bổ trợ cho nhân vật trong quá trình chơi.
Khi ngươi chơi đánh bại được kẻ thù thì thanh Fever Gauge sẽ được bổ sung, càng đánh bài được nhiều kẻ thù thì thanh Fever Gauge sẽ càng đầy dần. Khi thanh Fever Gauge đầy thì người chơi có thể kích hoạt chế độ Fever, lúc đó điểm số trong giai đoạn Fever sẽ được tăng thêm cho đến khi hết giai đoạn Fever thì sẽ trở lại bình thường.
Sau khi hoàn thành một bài hát, người chơi sẽ được thưởng điểm kinh nghiệm vào cấp độ của người chơi, khi người chơi đạt được cấp độ, họ sẽ được cung cấp thêm các vật phẩm hướng tới việc mở khóa Muse, Elfin hoặc các hình ảnh, video có thể mở khóa.

## Các bài hát và độ khó
Trong trò chơi Muse Dash, có tổng cộng 620 bài hát khác nhau (tính đến ngày 28 tháng 2 năm 2025) được chia làm các nhóm khác nhau và được cập nhật liên tục. Trong đó nhóm Default Music sẽ bao gồm khoảng hơn 30 bài hát được đi kèm khi sở hữu trò chơi này, và sẽ mở dần dần dựa theo cấp độ người chơi đạt được, Các bài hát còn lại sẽ được phân thành các nhóm khác nhau, yêu cầu người chơi mua chúng dưới dạng DLC để trải nghiệm các nhóm của bài hát đó mà bạn muốn (ví dụ như nhóm Cute Is Everything hay Give Up TREATMENT).
Các bài hát trong Muse Dash thường được chia làm 3 độ khó gồm: Easy, Hard và Master. Mỗi bài hát sẽ có các mức độ khó tương ứng để người chơi có thể chơi sao cho phù hợp với bản thân, với những bài đạt hạng S (độ chính xác 90% trở lên) ở độ khó Hard thì người chơi có thể thử thách ở độ khó Master. Bên cạnh đó một số bài có độ khó ẩn (Hidden), người chơi cần thực hiện một số thao tác để có thể chơi được độ khó ẩn đó cho một số bài.

## Đón nhận
Nintendo World Report đã xếp hạng Muse Dash với điểm số 8.5/10, nói rằng tựa game có " một cách trình bày vui nhộn và đầy màu sắc". Cgmagonline đã phê bình và xếp hạng Muse Dash 8/10 vào năm 2019, nói rằng "Muse Dash cung cấp đủ nội dung chất lượng để giữ chân những fan của thể loại trò chơi nhịp điệu bận rộn trong một thời gian dài"
Mike Fahey của Kotaku đã ca ngợi rằng "Trò chơi nhịp điệu không chỉ đơn giản và ngọt ngào hơn Muse Dash", nói rằng điều khiển chỉ với hai nút, sự lựa chọn âm nhạc thật tuyệt vời và những nhân vật rất quyến rũ.